# Pachacútec Inca Yupanqui (ensayo)
Pachacútec Inca Yupanqui fue el primer libro de María Rostworowski. Esta obra escrita en 1953 fue nominada al Premio Garcilaso de la Vega, que otorgaba entonces la Casa de la Cultura, sin embargo, no recibió el premio. En esta publicación la autora rescata la importancia del gobernante que formó el Tahuantinsuyo. Probablemente sería la primera biografía documentada de un personaje indígena de nuestra historia. Esta obra fue reimpresa en 2001 y 2006.
En este libro la autora resaltó la importancia de Pachacútec Inca Yupanqui que convirtió un simple curacazgo o reino del Cusco en el Imperio Incaico en 1438. Al escribir este libro María Rostworowski desafió varios problemas a la vez. Para comenzar, se trataba de un personaje que, en ese momento, no era considerado uno de los más importantes gobernantes del Imperio del Tahuantinsuyo.  Además, se trataba de alguien que usaba una lengua distinta al español, que nunca supo de los europeos, que no dejó documentos históricos que dieran testimonio de su vida y que seguramente no concibió el tiempo de la forma como los historiadores lo imaginan.

## Estructura
El libro Pachacútec Inca Yupanqui se encuentra dividida en dos partes, conforme sigue a continuación:
Primera Parte: La Confederación Cuzqueña 
I. Los incas desde sus orígenes hasta Yahuar Huacac
II. Los chancas 
III. El vencedor de los chancas 
IV. Reinado del Inca Viracocha y juventud de Pachacutec 
V. Inca Urco y el ataque chanca
Segunda Parte: La Formación del Imperio Incaico 
I. Primeros años del reinado de Pachacutec
II. Coricancha 
III. Conquistas 
IV. La reconstrucción del Cuzco 
V. La organización del Imperio 
VI. Las sucesiones incas y el correinado 
VII. El correinado de Túpac Yupanqui